# Agona (lud)
Agona (od nazwy miasta Agona) – państwo ludzi Akan żyjących w dzisiejszej południowej Ghanie do roku 1620, później nazywani byli Denkyira.
Pierwszym i jedynym władcą Agona, tytułowanym Agonahene, był Mumunumfi, panujący w latach 1588 do 1620.  